# Numero caratteristico
Data una variabile booleana a, si definisce numero caratteristico o designativo la stringa dei valori booleani associati alla variabile nella tabella di verità di una particolare funzione booleana. In altri termini, si tratta della colonna della tabella associata a tale variabile. Il numero caratteristico viene comunemente denotato con il simbolo #.

## Numero caratteristico di una funzione booleana
Data una funzione booleana di n variabili indipendenti
{\displaystyle y=f(x_{1},x_{2},\dots ,x_{n})}
si definisce numero caratteristico della funzione, la stringa di 2n valori booleani che la y assume, ovvero la colonna della tabella di verità associata alla variabile y.